# Acaxochitlán
Acaxochitlán è un comune del Messico, situato nello stato di Hidalgo, il cui capoluogo è la località omonima.
La municipalità conta 43.774 e ha una estensione di 238,87 km².